# Gawaro Madatey
Gawaro Madatey (auch: Gawaro Madaté, Gawaro Matadey, Gawaro Madatteye) ist ein Dorf in der Landgemeinde Tchadoua in Niger.

## Geographie
Das von einem traditionellen Ortsvorsteher (chef traditionnel) geleitete Dorf befindet sich rund 20 Kilometer südlich des Hauptorts Tchadoua der gleichnamigen Landgemeinde, die zum Departement Aguié in der Region Maradi gehört. Zu den Siedlungen in der näheren Umgebung von Gawaro Madatey zählen Goulbaoua im Nordosten, Magami im Nordwesten und Guidan Basso im Süden.
Gawaro Madatey ist Teil der Übergangszone zwischen Sahel und Sudan. Die durchschnittliche jährliche Niederschlagsmenge beträgt hier zwischen 400 und 500 mm. Beim Dorf verläuft ein Nebental des Goulbin Kaba, der seinen Ursprung in der Gegend hat.

## Bevölkerung
Bei der Volkszählung 2012 hatte Gawaro Madatey 1363 Einwohner, die in 226 Haushalten lebten. Bei der Volkszählung 2001 betrug die Einwohnerzahl 930 in 119 Haushalten und bei der Volkszählung 1988 belief sich die Einwohnerzahl auf 816 in 121 Haushalten.
Die Bevölkerungsdichte in diesem Gebiet ist für nigrische Verhältnisse hoch.

## Wirtschaft und Infrastruktur
Das Gebiet der Ebenen im südlichen Teil der Region Maradi, in dem Gawaro Madatey liegt, ist von einer anhaltenden Degradation der ackerbaulichen Flächen gekennzeichnet, die mit der hohen Bevölkerungsdichte in Zusammenhang steht. Im Dorf ist ein Gesundheitszentrum des Typs Centre de Santé Intégré (CSI) vorhanden.